# NO Волка
NO Волка (лат. NO Lupi) — одиночная переменная звезда в созвездии Волка на расстоянии приблизительно 436 световых лет (около 134 парсеков) от Солнца. Видимая звёздная величина звезды — от +12,81m до +12,6m. Возраст звезды определён как около 1,6 млн лет.

## Характеристики
NO Волка — оранжевая эруптивная переменная звезда типа T Тельца (IT) спектрального класса K7**, или M. Масса — около 0,7 солнечной, радиус — около 1,12 солнечного, светимость — около 0,287 солнечной. Эффективная температура — около 3994 K.